# Moving On (Taio Cruz)
Moving On è un brano musicale del 2007 del cantante britannico Taio Cruz, estratto come secondo singolo dal suo primo album studio Departure. Il brano è scritto e prodotto interamente dallo stesso Cruz.

## Classifiche
| Classifica (2007) | Posizione massima |
| ----------------- | ----------------- |
| Regno Unito       | 26                |